# Confederació de Consumidors i Usuaris
Confederació de Consumidors i Usuaris (CECU) és una organització de consumidors espanyola sorgida el 1983.